# Outes
Outes – gmina w Hiszpanii, w prowincji A Coruña, w Galicji, o powierzchni 99,74 km². W 2011 roku gmina liczyła 7192 mieszkańców.